# 东坝镇 (郁南县)
东坝镇，是中华人民共和国广东省云浮市郁南县下辖的一个乡镇级行政单位。

## 行政区划
东坝镇下辖以下地区：
东坝社区、大坪村、粗石村、虎岩村、石咀村、佛路村、沙冲村、双凤村、龙塘村、大迳村、思磊村和深步村。

## 特产
东坝蚕茧：国家地理标志产品。